# Grubosz bezskrzydły
Grubosz bezskrzydły (Polysarcus denticauda) – gatunek nielatającego owada prostoskrzydłego zaliczany do długoskrzydlakowych. Po raz pierwszy został opisany naukowo z Węgier. Jest jednym z największych europejskich pasikoników. Długość jego ciała dochodzi do 47 mm, a masa do 6 g.
Występuje na łąkach w Europie i Azji Mniejszej – od Pirenejów po Iran i Irak, na wysokościach od 120 do 2300 m n.p.m. Preferuje wysokie trawy na górskich, tradycyjnie koszonych łąkach. W Polsce jest gatunkiem bardzo rzadkim. Został stwierdzony w południowo-wschodniej części kraju w latach 90. XX wieku na dwóch izolowanych stanowiskach (Bolestraszyce w dolinie Sanu oraz Łuczyce). W przeszłości notowano liczne jego wystąpienia na Węgrzech, w Austrii, Słowenii i Słowacji. Obecnie w wielu krajach jest uważany za gatunek zagrożony wyginięciem.